# Otargos
Otargos est un groupe de metal extrême français, originaire de Bordeaux, en Gironde. En 2003 sort le premier album studio du groupe, CODEX-666, Infernal Legions Strike. Il est suivi en 2005 de Ten-Eyed Nemesis aux labels Rupture Music et Season of Mist. En 2010 sort leur cinquième album studio, No God No Satan. En 2011, le groupe publie l'album live Heretic Live. En 2015, le groupe publie l'album Xeno Kaos.

## Biographie

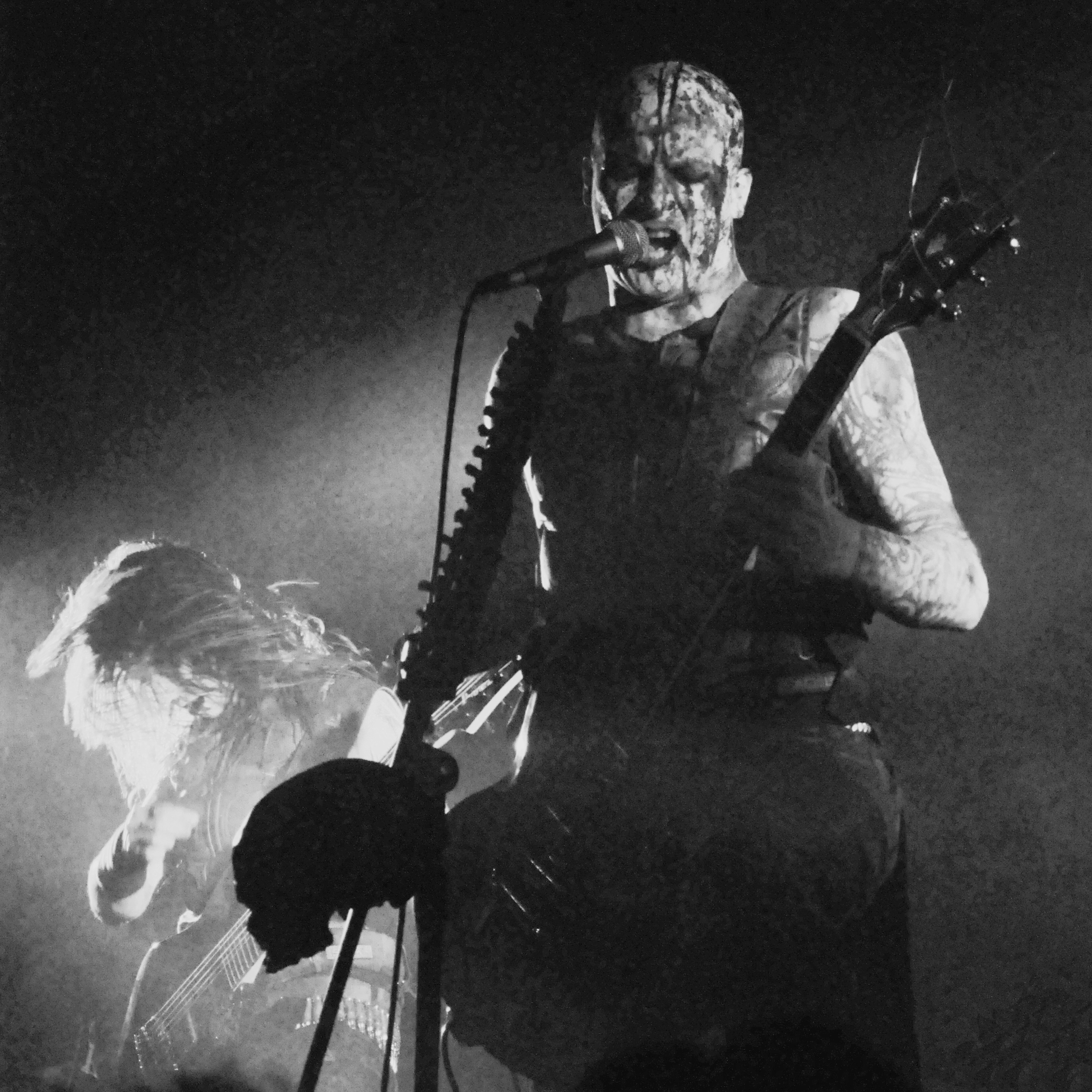
Dagoth en 2009.

Otargos est formé en 2001 à Bordeaux, et débute avec un style black metal musicalement traditionnel bien que conceptuellement basé sur la cosmologie, la physique quantique, la technologie. Le style du groupe commence à prendre un tournant plus diversifié et plus personnel en incorporant des éléments tels que des samples ou une approche moins marquée black metal pour s'orienter vers un hybride black et death metal traduisant plus encore dans leurs composition les concepts abordés dans leurs textes. Le nom du groupe signifie « chèvre » en grec ancien. En 2002, le groupe se lance dans une première démo intitulée Conquerors, Conquerors,...Destroyers.
En 2003 sort le premier album studio du groupe, CODEX-666, Infernal Legions Strike. Il est suivi deux ans plus tard, en 2005, d'un deuxième album intitulé Ten-Eyed Nemesis aux labels Rupture Music et Season of Mist. 2007 assiste à la sortie du troisième album studio du groupe, Kinetic Zero. Il est suivi, en 2009, d'un quatrième album, Fuck God-Disease Process. 
En 2010 sort leur cinquième album studio, No God No Satan. En 2011, le groupe publie l'album live Heretic Live. 
En mai 2013, Alex annonce sur la page Facebook officielle du groupe son départ : « Après 12 ans de loyaux services, c’est avec le cœur gros que j’annonce mon départ et que je quitte Otargos. De nouvelles responsabilités et de merveilleuses opportunités professionnelles et personnelles se sont présentées à moi, voila pourquoi et je préfère céder ma place plutôt que de vivre le projet à moitié et ralentir son ascension ! [...] Le festival du Metal Days sera mon dernier show et clôturera définitivement mon engagement au sein d’Otargos! » En juin 2013, Otargos annonce la signature d'un contrat de distribution internationale avec le label Listenable Records. Le titre de l'album est Apex Terror, et sa date de sortie est prévue pour septembre 2013. À la fin de 2013, le groupe annonce sa participation au Terror Upon UK Tour de février 2014.
En février 2015, le groupe signe avec le label Kaotoxin Records. En octobre 2015, le groupe annonce, avec quatre bandes-annonces, la sortie en fin d'année de l'album Xeno Kaos au label Kaotoxin Records,. Fin 2015, Otargos enregistre une vidéo de session de batterie au Kaotoxin Fest. En avril 2016, Otargos publie la vidéo lyrique de la chanson Chariots ov the Godz.

## Membres

### Membres actuels
- Dagoth – chant, guitare (depuis 2001)
- Manu Pliszke – basse (depuis 2013)
- Astaroth – guitare (retour en  2019)
- Thyr - batterie (retour en 2023)

### Anciens membres
- Kernuun – guitare (?-2005)[1]
- XXX – basse (2001-2013)[1]
- Lord Mysterium – batterie (2001-2004)[1]
- Arkhamian – batterie (2004-2007)[1]
- Astaroth – guitare (2005-2011)[1]
- Ranko – batterie (2007-2009)[1]
- Thyr – batterie (2009-2013)[1]
- VOiD – guitare (2011-2015)[1]
- John A - batterie (2013-2019)
- Hindrik - guitare (2015-2019)
- Michael M. - batterie (2019-2021)

## Discographie

### Albums studio
- 2003 : CODEX-666, Infernal Legions Strike
- 2005 : Ten-Eyed Nemesis
- 2007 : Kinetic Zero
- 2009 : Fuck God-Disease Process
- 2010 : No God No Satan
- 2013 : Apex Terror
- 2015 : Xeno Kaos
- 2021 : Fleshborer Soulflayer

### Démos
- 2002 : Conquerors, Conquerors,...Destroyers

### Compilations
- 2006 : Spawn From the Abyss (maxi, réédition/compilation Conquerors... + Codex666 + bonus)
- 2009 : Fuck God'Disease Process (édition digipack ; album CD+DVD)
- 2011 : Heretic live (album live CD)
- 2021 :  20 Years Of Human Termination (album live CD)